# Instituto Horológico Británico
El Instituto Horologico Británico (British Horological Institute o BHI) es el cuerpo representativo de la industria horológica en el Reino Unido.

## Historia
El BHI fue fundado en 1858 por un pequeño grupo de relojeros, siendo Edward Daniel Johnson uno de los fundadores. Su objetivo fue unificar la industria horologica británica y el comercio de las numerosas importaciones de relojes. El Instituto fue un éxito inmediato y en menos de un año, ya había fundado su propio museo y librería; y también empezó a ofrecer clases vespertinas relacionadas con la fabricación de relojes.
El diario del Instituto es el Horological Journal, que ha sido publicado desde septiembre de 1858.

## Actividades
La sede del BHI está en Upton Hall en Nottinghamshire, Inglaterra. Su rol primario es la educación, proveyendo un conjunto de exámenes estandarizados para la formación de horologos. También mantiene un listado de miembros que son considerados lo suficientemente cualificados para reparar relojes en general y relojes de pulsera en particular, que deben adherirse a un estricto código de conducta profesional.
La institución edita el Horological Journal mensualmente, la revista más antigua de Inglaterra publicada ininterrumpidamente, con información de detalle de todo tipo de asuntos relevantes relacionados con la horología y los horólogos.

## Biblioteca
La Biblioteca de la BHI es una de las pocas especializadas principalmente en horología. Está abierta a los investigadores por medio de una cita, y entre sus pertenencias hay documentos raros, artículos, cartas y libros, particularmente sobre los éxitos de la horología británica en el siglo XVIII y principios del XIX, aunque su catálogo contiene menos títulos publicados en las últimas décadas.

## Medalla de oro de BHI
El Instituto otorga una medalla de oro por una contribución sobresaliente a la horología; esta ha sido otorgada a:
- 1928 Frank Watson Dyson - Astrónomo Real que introdujo la señal horaria de Greenwich.
- 1930 Charles Édouard Guillaume - Desarrollo del Invar y del Elinvar.
- 1946 Frank Hope-Jones (1867–1950) - Desarrollo del cronometraje eléctrico, incluyendo el Reloj Shortt-Synchronome.
- 1947 Rupert Gould - Restauración del cronómetro de John Harrison.
- 1947 Warren Alvin Marrison - Desarrollo del reloj de cuarzo.
- 1948 Harold Spencer Jones - Astrónomo Real.
- 1957 John Harwood - Inventor del reloj automático.
- 1981 George Daniels - Inventor del escape coaxial.